# Millie Bright
Millie Bright (Killamarsh, Inglaterra; 21 de agosto de 1993) es una futbolista inglesa. Juega como Defensa y su equipo actual es el Chelsea F.C. de la FA Women's Super League de Inglaterra.

## Clubes
| Club                | País       | Año             |
| ------------------- | ---------- | --------------- |
| Doncaster Belles    | Inglaterra | 2009 - 2013     |
| Leeds United L.F.C. | Inglaterra | 2011 - 2012     |
| Chelsea F.C.        | Inglaterra | 2015 - presente |

## Honours
Chelsea
- FA WSL: 2015, Spring Series, 2017-18, 2019-20, 2020-21, 2021-22
- FA Women's Cup: 2014-15, 2017-18, 2020-21, 2021-22
- FA Women's League Cup: 2019-20, 2020–21
- FA Community Shield: 2020

Inglaterra
- Eurocopa Femenina: 2022[2]
- Arnold Clark Cup: 2022[3]

Individual
- Jugadora Joven del Año de Inglaterra: 2016[4]
- Equipo del Año de la FA WSL: 2017-18,[5] 2019-20[6]
- FIFA FIFPro World 11 Femenino: 2020,[7] 2021[8]